# Соглашение между Россией и Турцией по армянским реформам
Соглашение между Российской и Османской империями по армянским реформам, Еникёйское соглашение (тур. Yeniköy sözleşmesi), Российский проект армянских реформ — международное соглашение, подписанное 26 января (8 февраля) 1914 года между уполномоченным советником посольства Российской империи в Порте Константином Николаевичем Гулькевичем с одной стороны и великим визирем Османской империи Саид Халим-пашой с другой, о поэтапном осуществлении Армянских реформ, предложенных Россией (при поддержке Франции и Великобритании) и выработанных посредством конфиденциальных переговоров с Османской империей и её главным союзником — Германией, которые выразили жёсткое несогласие с первоначальной российской версией соглашения.
Итоговым планом реформ предусматривалось создание двух областей на территории шести армянских вилайетов и вилайета Трабзон Османской империи. Обе области должны были находиться под непосредственным руководством двух европейских генеральных инспекторов, назначавшихся турецкой стороной при согласовании с остальными странами — участницами соглашения. Инспектора, в свою очередь, обладали практически всей полнотой власти на подконтрольной им территории. В кратчайшие сроки должна была быть организована перепись населения, по результатам которой христиане и мусульмане должны были быть представлены в местных органах власти пропорционально доле их населения.
Реализации соглашения помешала начавшаяся Первая мировая война, в результате чего, в декабре 1914 года Османская сторона в одностороннем порядке отказалась от своих обязательств и аннулировала документ.

## Предыстория
На протяжении веков происходила массовая миграция кочевых народов на армянонаселённые территории Восточной Анатолии и Киликии, а местное армянское население постепенно разбавлялось. Миграция тюркских кочевых племён в Армению привела к серьёзным изменениям в этнической структуре населения региона. Число армянского христианского населения уменьшалось, а ислам становился доминирующей религией в регионе.

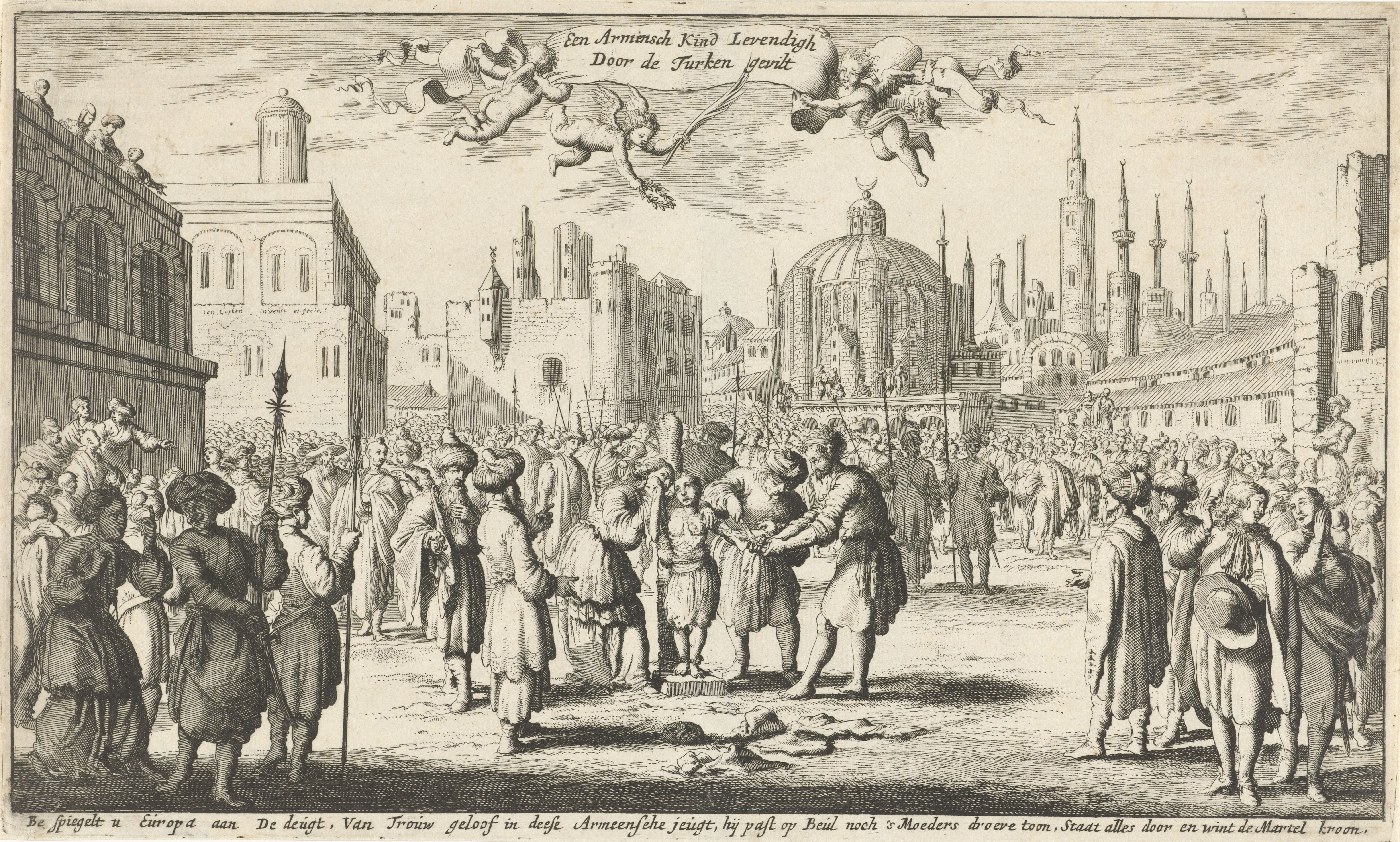
Гравюра Яна Лёйкена «Армянский ребёнок, убитый турком», 1681 г.

К началу XVI века значительная часть исторической Армении вошла в состав Османской империи. Ввиду своего тяжелейшего положения на протяжении всего XVI века тысячи армян были вынуждены переселиться на другие территории или расселиться по Османской империи. В дальнейшем на протяжении XVII—XVIII веков нарастающие внутренние и внешние проблемы турецкого государства способствовали внутренней напряжённости и нетерпимости к христианскому населению (армянам, грекам, ассирийцам). Одновременно с этим происходило «возрождение политического сознания» армянского населения. Армяне просили османских правителей о самоуправлении или даже автономии, однако подобные просьбы только усугубляли их положение, вызывая больше подозрительности к простому населению. Армянское христианское население Османской империи не могло рассчитывать на равенство с турецким и курдским. В обмен на возможность исповедовать христианство армяне были обязаны платить специальный налог, а также следовать достаточно строгим ограничениям.
Армянское население подвергалось систематическому уничтожению, несправедливому налогообложению, репрессивному управлению и грабежам. По мере ухудшения положения армян происходил рост их культурного и национального самосознания, особенно в среде молодёжи, часто получающей образование в России или Европе.
Армянская интеллигенция не раз обращалась к правительству Османской империи с просьбами о прекращении грабежей и хищений людей, улучшении системы налогообложения, докладывала о фактах коррумпированности османских чиновников и несовершенствах судебной системы.
Ревность армянского населения в XIX веке вызывал тот факт, что многие балканские народы (греки, сербы, румыны и болгары) посредством открытой борьбы и поддержки Европы и России уже получили полную или частичную независимость от Османской империи, когда как армяне были одним из последних народов империи, который нуждался в свободе, и ограничивались только требованиями к правительству о проведении реформ. При Абдул-Хамиде II каждое подобное обращение со стороны армянского населения вызывало всё больше подозрения и антагонизм со стороны лично султана и его правительства. Абдул-Хамид чрезвычайно опасался возможного развала Османской империи.
В 1870-е годы в связи с всё чаще появляющимися сообщениями о массовых убийствах христиан на Балканах стал нарастать Восточный вопрос, который столкнул великие державы (Австро-Венгрия, Великобритания, Германия, Италия, Османская империя, Россия и Франция) в схватку за влияние в этом регионе. Международная конференция, посвящённая этой проблеме, в которой участвовали представители вышеперечисленных государств, была созвана в декабре 1876 года, однако не принесла желаемых для христианских народов результатов. Напротив, в ходе переговоров Османское правительство вынесло на всеобщее обсуждение проект новой конституции, предусматривающей гарантии равенства всех граждан перед законом, свободу вероисповедания, безопасности жизни и имущества. Провозглашение этой конституции не позволило европейским странам вмешаться во внутренние дела Турции, однако в скором времени султан кардинально изменил её основные пункты, тем самым, усилив напряжённость, прежде всего в Российско-турецких отношениях.

### Русско-турецкая война и послевоенный период

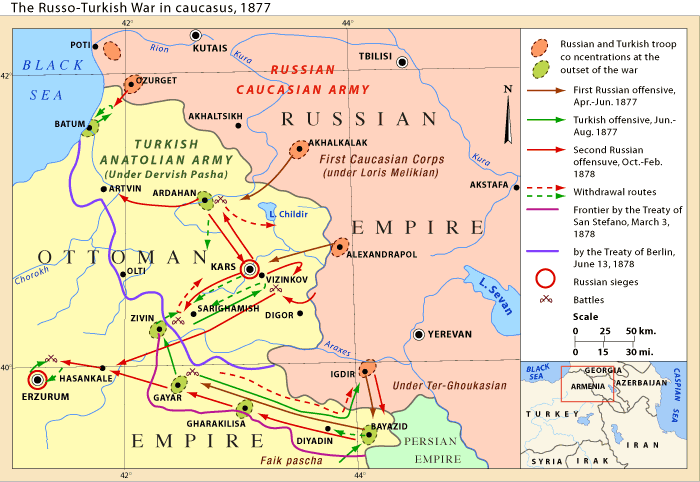
Ход Русско-турецкой войны (1877—1878) и последующие территориальные приобретения России согласно Сан-Стефанскому договору и Берлинскому трактату

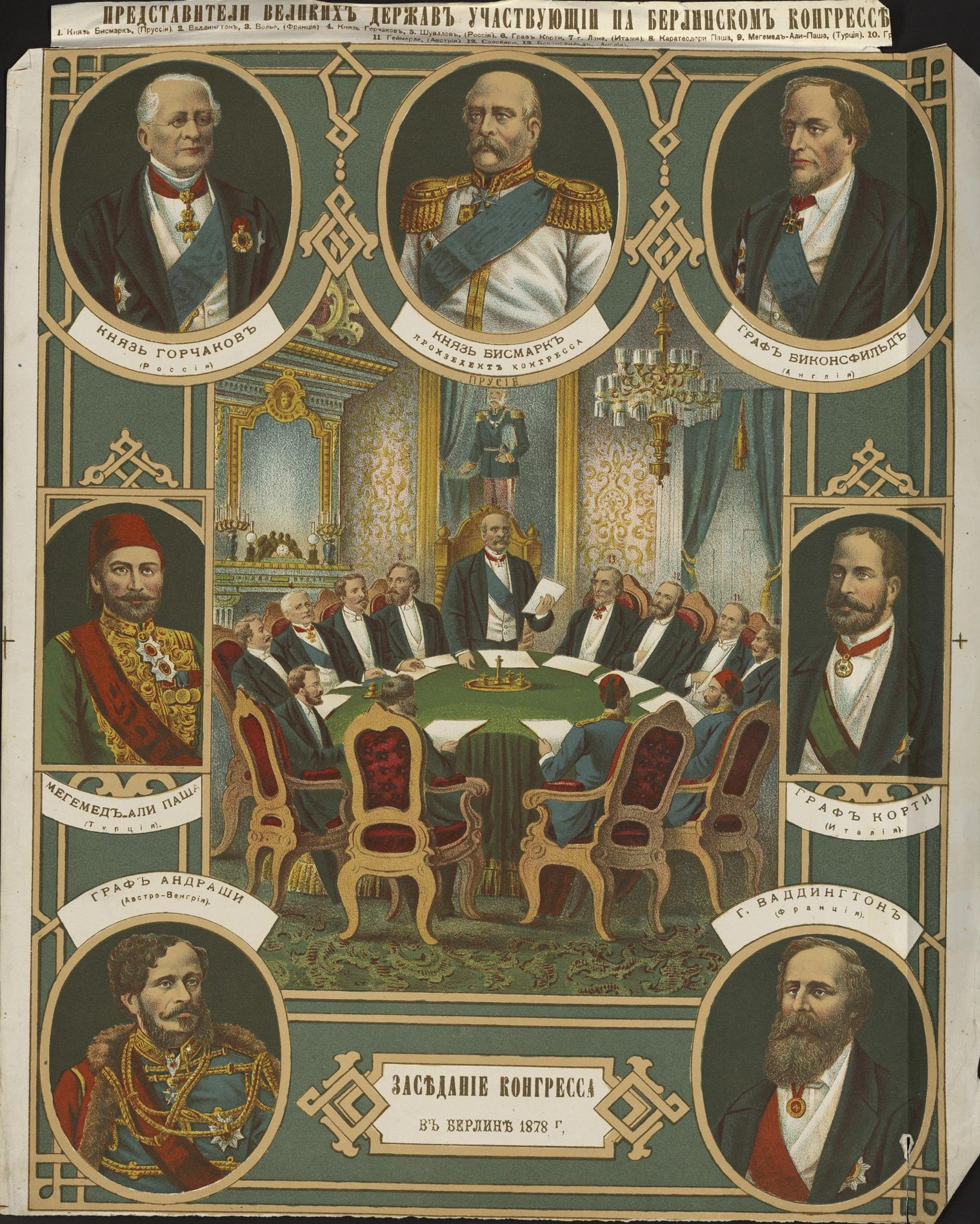
Заседание конгресса в Берлине (хромолитография)

Во время Русско-турецкой войны (1877—1878), армянское население Восточной Анатолии считало Россию «единственной надеждой на избавление от ужасных анархических условий жизни» и видело в Русской армии своих освободителей. Русские генералы отмечали преданность армян России в ходе Кавказской кампании.
Впервые на международной арене Армянский вопрос возник в процессе разработки условий Сан-Стефанского мира, являющимся итогом Русско-турецкой войны, так как предыдущие турецкие реформы, вводившие принципы равенства среди христианского и мусульманского населения Османской империи, оставались полностью не реализованными, напротив, вызывая всё большее подозрение и негодование мусульманского большинства.
В связи с продолжающимися регулярными массовыми грабежами и набегами курдских и черкесских банд армяне искали русского заступничества. После победы России в войне представители армянской интеллигенции и духовенства обратились к России с просьбой о включении в повестку мирной конференции конкретных положений о самоуправлении армянских вилайетов Восточной Анатолии. Результаты Сан-Стефанского мира только отчасти удовлетворяли армян.
Согласно 16-й статье договора, Порта была обязана провести реформы в армянских вилайетах, а также брала на себя обязательство по предоставлению гарантий безопасности христианского населения от набегов курдов, черкесов и сирийцев. Русская армия оставалась на территории Эрзерумского вилайета до тех пор, пока император Александр II не убедится в достаточности принимаемых мер по обеспечению и гарантии безопасности христианского населения. Россия получала Батум, Ардаган, Артвин, Карс, Алашкерт, Сарыкамыш и Баязет с прилегающими районами.
Однако под огромным давлением Великобритании, поддерживающей Османскую империю, и не собирающейся считаться с ростом Российского влияния как на Балканах, так и в Закавказье, начался пересмотр результатов Сан-Стефанского договора. Дипломатическую поддержку османам оказывала так же и Австро-Венгрия. Узнав о пересмотре результатов соглашения, армянская делегация во главе с будущим Католикосом всех армян Мкртичем Хримяном и Минасом Черазом (в качестве переводчика) направилась во Францию, Австро-Венгрию, Германию и Италию, где ожидали содействия решению Армянского вопроса со стороны европейских держав путём его включения в повестку будущего Берлинского Конгресса, однако ни одно из государств не предприняло каких либо реальных действий кроме простых обещаний членам делегаций. Единственным реальным заступником армянского населения Османской империи, предпринимающим конкретные шаги по его поддержке в то время, была Россия.
Согласно статье 60 Берлинского трактата, Россия была обязана вернуть Алашкертскую долину, а также населённые пункты Алашкерт, Зивин, Баязет и Диядин с прилегающими районами. Значительное число армян (по некоторым оценкам, около 25 000 человек) было вынуждено оставить свои дома и переселиться на территорию Российского Закавказья, а реформы, которые должны были осуществляться под контролем России, становились «коллективной ответственностью» европейских стран, что лишало последнюю «монопольного участия в урегулировании армянского вопроса в Турции»:

Статья 61: Блистательная Порта обязуется осуществить, без дальнейшего замедления, улучшения и реформы, вызываемые местными потребностями в областях, населённых армянами, и обеспечить их безопасность от черкесов и курдов. Она будет периодически сообщать о мерах, принятых ею для этой цели, державам, которые будут наблюдать за их применением
— Берлинский трактат
В связи с явно антироссийской позицией Великобритании, армянская делегация не была допущена до участия в конгрессе. Подавляющая часть требований армянской делегации, направленных на защиту населения, аналогично предоставляемых другим христианским балканским народам, были проигнорированы в ходе конференции. Русская армия должна была покинуть завоёванную территорию Эрзерумского вилайета и Алашкертской долины уже второй раз за полвека. Сразу после её ухода началась новая волна погромов и грабежей армянского населения, которую не удавалось остановить на протяжении нескольких лет.
После убийства Александра II политика его преемника Александра III в отношении армянского вопроса кардинально изменилась. Россия отказывалась от каких-либо претензий по защите армянского населения Османской империи. Изменилась также политика европейских стран, они теперь полностью сосредотачивались на борьбе за сферы влияния в Африке и на Дальнем Востоке: «Армянский вопрос был отложен на 15 лет».
Чувствуя себя переданными, армяне всё больше склонялись к использованию незаконных средств для достижения своих прав, которые они считали естественными. На примере Балканского вопроса, армяне, лишившись какой-либо дипломатической поддержки, также начали рассматривать возможность в том числе и вооружённой борьбы за свои права и свободы. Создавалось большое число организаций и кружков различной направленности, а также политические партии. В их программах особое внимание уделялось образованию и просвещению. Большинство армян надеялись на мирные и законные методы, с помощь которых следует добиваться равноправия с остальными народами, прежде всего турками и курдами.

### Конец XIX — начало XX века
В начале 1890-х годов, султан Абдул-Хамид II всё чаще привлекал курдов, предоставляя им оружие, амуницию и транспорт, а также организовывая из них иррегулярные кавалерийский части Хамидие, для «сдерживания армян», в особенности в приграничных с Россией районах. Турецкое государство относило армянское население к низшему классу. Большинство армян опасалось, что в случае их каких-либо выступлений или актов неповиновения могут последовать массовые акции возмездия со стороны государства. Армяне обращались к европейским представительствам с просьбами решить вопрос о реформах, обещанных им в 1878 году. Однако попытки европейского вмешательства только усугубляли положение армянского населения.
К концу XIX века внутренняя политика султана Абдул-Хамида, направленная на сохранение собственной власти, в том числе путём подавления всякого инакомыслия и провоцирования столкновений на религиозной почве, потерпела полный провал. Вместе с этим продолжались протесты армянского населения против регулярных опустошительных набегов различных мусульманских племён, что в конечном счёте привело к тому, что султан, в том числе под давлением России и Европейских стран, предложил ввести конституцию, которая должна была умиротворить все народы, проживающие в Османской империи. Однако в действительности турецкое руководство не желало перемен, и конституция так и не была принята. Более того, турецкое правительство регулярно меняло границы вилайетов Восточной Анатолии, искусственно уменьшая и разбавляя армянское население турецким или курдским, чтобы армяне составляли меньшинство или не более половины в каждом из них. Также проводилась политика переселения кочевого населения (в основном курдов) и мусульманских беженцев из разных стран в Восточную Анатолию (на территорию армянских вилайетов).
В 1894 году началась массовая резня мирного армянского населения на значительной территории Османской империи, жертвами которой стали более 200 000 армян. Европейские державы в тот период отвернулись от армянской трагедии. После этих событий практически все дипломатические представители европейских стран, работающие на территории вилайетов, где проживало значительное число армян, стали регулярно докладывать послам и консулам об обострившемся отношении местных чиновников и населения к армянам. Турки и курды устраивали массовые расправы над мирным населением. Всё это побудило армянскую интеллигенцию при поддержке России, Франции и Великобритании возродить вопрос об Армянских реформах.
Наряду с этим Европейские страны были особенно заинтересованы в стабильности османского государства, так как их основной целью было сдерживание внешней политики России на Ближнем Востоке. Они опасались союза армян с Россией как инструмента для обретения независимости Западной Армении. В связи с этим Европейские державы стремились оказать давление на Порту для предоставления некоторых свобод армянскому населению, однако все попытки оказывались безуспешными. По мнению Ричарда Ованнисяна, именно Великобритания своей антироссийской политикой и требованиями пересмотра Сан-Стефанского договора в 1878 году была в наибольшей степени ответственна за отсутствие результативных гарантий защиты армянского населения.

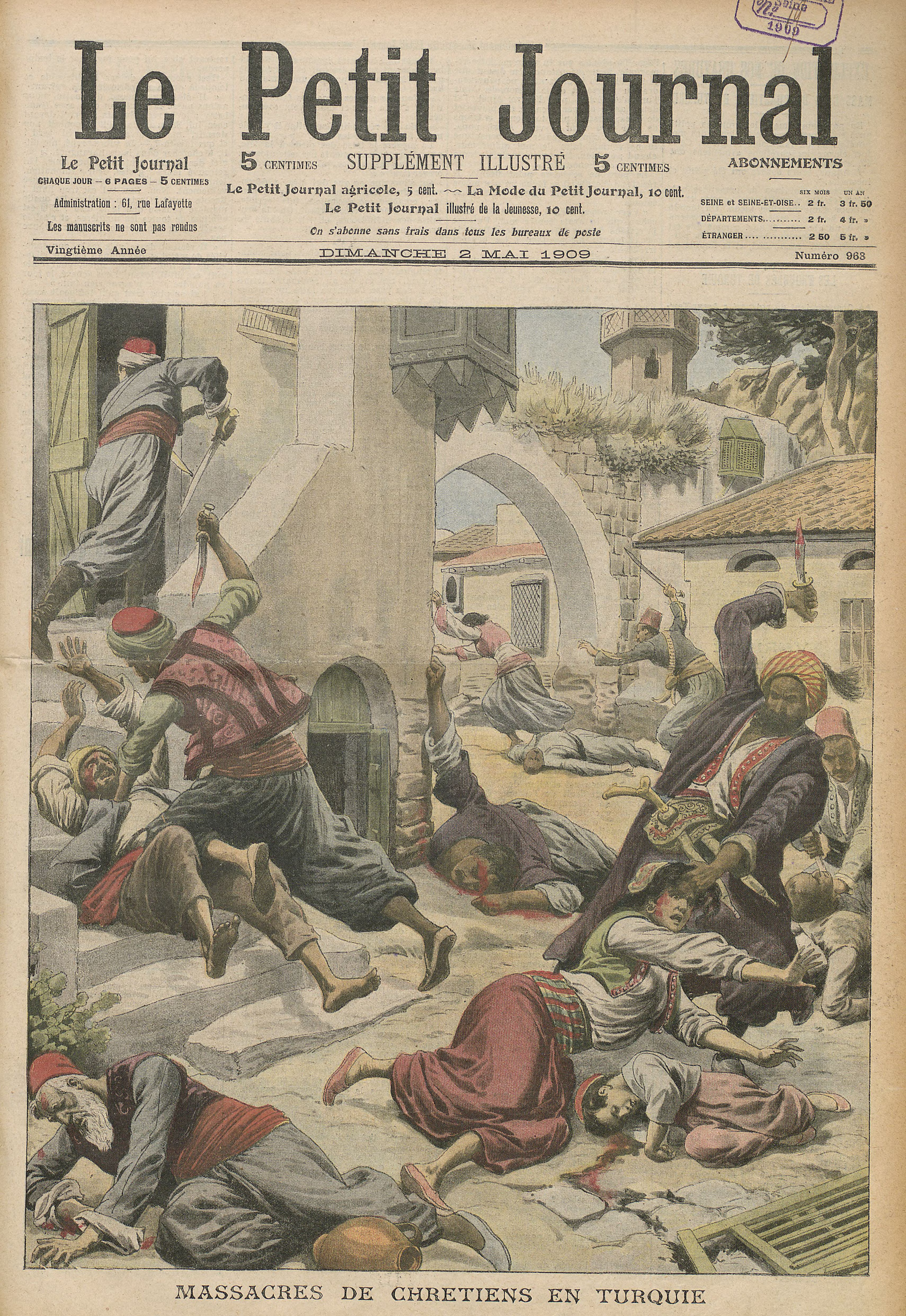
Обложка номера французского журнала «Le Petit Journal» от 2 мая 1909 года с зарисовкой резни армян в Адане, в ходе которой погибло до 30 тыс. человек

Трагедия в Сасуне в 1894 году «неохотно» вернула европейские страны за стол переговоров по Армянскому вопросу. И уже в мае следующего года после длительных переговоров Российский, Британский и Французский послы в Порте направили султану Абдул-Хамиду меморандум с напоминанием о его обязательствах согласно 60-й и 61-й статьям Берлинского трактата, а также вынесли на рассмотрение новую Программу реформ, предусматривающую:
- объединение армянских вилайетов в одну провинцию;
- главенство утверждаемых европейскими державами губернаторов;
- всеобщая амнистия армянских политических заключённых;
- предоставление возможности возвращения ранее уехавшим жителям;
- выплату репараций родственникам жертв и пострадавшим по причине погромов;
- возможность восстановить свою первоначальную веру насильно обращённых в ислам во время погромов во всех районах империи;
- кочевые курдские племена могут перемещаться только под наблюдением правительства. Им настоятельно рекомендовалось вести оседлый образ жизни;
- корпуса иррегулярной курдской кавалерии Хамидие в мирное время разоружались и придавались регулярным частям;
- контроль осуществления реформ ложится на специальную комиссию во главе верховного комиссара.

Османская империя сразу же отвергла все предложения и пыталась всеми средствами воспрепятствовать даже обсуждению программы. Переговоры шли более полугода, и в октябре 1895 года после жёстких протестов иностранных послов по поводу бесчеловечного отношения к армянскому населению в ходе очередной резни Абдул-Хамид II был вынужден согласиться с требованиями европейских держав и обязался притворить эти реформы в жизнь, объявив Программу реформ в Армении, включающую, в числе прочих, установление равноправия между христианским и мусульманским населением империи, а также участие армян в местном управлении (в соответствии с долей населения в каждом отдельном вилайете). Однако, как и прежде, это было обманом, а реформы так и остались нереализованным.
Во время младотурецкой революции армянские влиятельные политические силы в лице партии «Дашнакцутюн» призывали население к поддержке нового правительства младотурок, свергнувшего Абдул-Хамида. После смены власти, у армян вновь появилась надежда на проведение каких-либо реформ. Специально созданная комиссия рассматривала вопрос реформ в шести армянских вилайетах, в частности, должны были проводить расследования злоупотреблений и фактов притеснения армян со стороны османских должностных лиц, а также рассматривалась возможность включения армян в органы местного самоуправления. Однако никаких подвижек в данном вопросе не произошло, напротив, истребление армян продолжилось уже в Киликии.
Танер Акчам отмечает, что имелась прямая связь между организацией массовых убийств армян и попытками проведения реформ (в том числе, при рассмотрении вопросов, связанных с возможным участием армян в административном управлении). Как только поднимался вопрос о реформах, оперативно следовала реакция турецкого руководства, часто выражаемая в массовых убийствах мирного населения.

### 1912—1914 годы

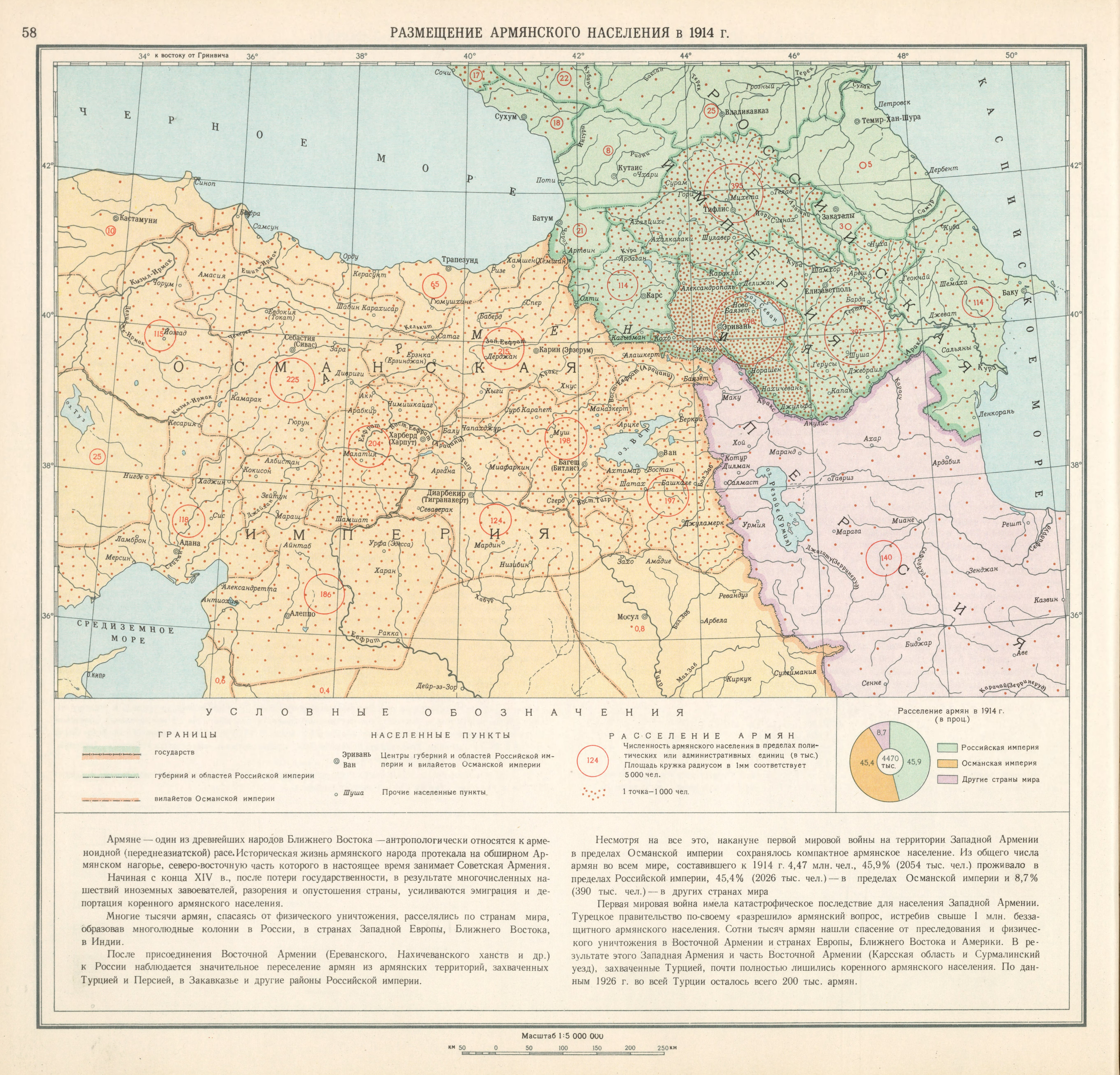
Карта проживания армянского населения по состоянию на 1914 год

С началом Первой Балканской войны многие армянские мужчины подлежали призыву в действующую османскую армию и покинули свои дома, после чего, вновь начались массовые избиения армян, грабежи и мародёрства. Различные армянские общественные организации по всему миру начали призывать европейские страны вмешаться в безвыходную ситуацию. Ещё до их официальных обращений российский император Николай II выразил крайнюю озабоченность происходящим на территории Османской империи.
Российское руководство беспокоило то, что в случае обострения Армянского вопроса на территории Западной Армении и возможного восстания армянского населения на приграничных территориях, беспорядки могли перекинуться на Российское Закавказье.
С. Д. Сазонов в связи с этим говорил:
Восстание армян в вилайетах Малой Азии, граничащих с Закавказьем, всегда было возможно ввиду невыносимых условий жизнь там. Такое восстание грозило поджечь наши собственные пограничные территории ... Эти наблюдения ясно покажут, что, помимо чисто человеческого интереса к судьбе несчастного христианского народа, желание поддерживать порядок в самой беспокойной из наших пограничных провинций обязывало Имперскому правительству взять на себя инициативу в переговорах о проведении радикальных реформ в армянских вилайетах.
Также серьёзную озабоченность России вызывала растущая экспансия Германии и Османской империи в Закавказье, выражаемая в пропаганде панисламистских настроений. Внешнеполитические интересы России на её южных рубежах были закреплены соглашением с Великобританией о разделе сфер влияния в Персии (1907), а для сдерживания Османской империи и Германии Россия в том числе выступала за создание Армянской автономии на территории Армянских вилайетов, и как крайний и нежелательный вариант, не отвечающий текущим на тот момент внешнеполитическим целям России — за аннексию этих территорий. Западная Армения была чрезвычайно важна для экспансионистской политики России. Дипломатический курс России, направленный на поддержку армянского населения, чрезвычайно положительно сказался на отношении армян (как российских, так и турецких) к царскому правительству.
После всех событий, произошедших с армянским населением Османской империи за вторую половину XIX — начала XX веков, армянская интеллигенция осознала, что без внешнего вмешательства, армяне, проживающие на своих исторических землях, входивших на тот момент в состав Османской империи, не имеют будущего.
26 ноября (9 декабря) 1912 года посол России в Османской империи М.Н. Гирс докладывал главе Российского МИД С.Д. Сазонову:
С памятных годов 1894-1896, когда армяне подверглись варварскому избиению в Малой Азии и в самом Константинополе, положение это нисколько не изменилось к лучшему. Декрет о реформах в армянских провинциях, изданный султаном Абдул-Хамидом 20 октября 1895 года под давлением России, Франции и Великобритании, остался мёртвой буквой. Аграрный вопрос обостряется с каждым днём: большинство земель захвачено и захватывается курдами, и власти не только не препятствуют, но даже и покровительствуют этим захватам. Консулы наши единодушно свидетельствуют о непрекращающихся разбоях и грабежах курдов, об убийствах ими армян и насильственных обращениях армянских женщин в ислам, причём виновники бесчинств почти никогда не привлекаются к ответственности.
Османское правительство систематически пыталось распространять среди христианского населения империи антироссийские настроения, однако все их попытки заканчивались безрезультатно. Подобная пропаганда также распространялась со стороны Германии. Берлин пытался склонить на свою сторону как можно больше османских армян. Тем не менее, руководство российского МИД, наоборот, наблюдало рост русофильских настроений среди армянского населения, но одновременно с этим, С. Д. Сазонов понимал, что Россия не может пойти на самый «эффективный» с её позиции способ решения армянского вопроса в Анатолии — аннексии территории с компактным проживанием армян. Минимальную задачу он видел в повторном принуждении турецкого руководства к срочным реформам, направленным на кардинальное изменение условий жизни и равноправия армянского населения. Турки в свою очередь видели в политике России по отношению к армянскому вопросу «посягательство иностранной власти на государственную независимость Турции» и категорически отвергали любые даже самые минимальные российские предложения.
Накануне Первой мировой войны, разочаровавшись в европейском бездействии, армянское население Османской империи смотрело на Россию как на свою защитницу и вновь просило о заступничестве. Видные армянские общественные, политические и, в особенности, культурные и религиозные деятели были убеждёнными сторонниками России, а также считали её единственным настоящим союзником армянского народа и утверждали, что спасение турецких армян возможно только при том условии, если инициатива, а также контроль над армянскими реформами исходили бы исключительно от России. Некоторые из них призывали к протекторату над Западной Арменией. В этот период Османскую империю посетило две делегации из России (первая — Санкт-Петербургское армянское общество, вторая — политические деятели П. Н. Милюков, А. И. Гучков, М. И. Пападжанов и Н. Г. Адонц). По результатам поездки обе делегации выразили поддержку армянскому населению Османской империи, а также потребовали более активного вмешательства России, которое, по мнению правящих кругов, было возможно только после окончания кризиса на Балканах.
Осенью 1912 года католикос всех армян Геворг V в очередной раз обратился к Кавказскому наместнику графу И. И. Воронцову-Дашкову с просьбой о защите армянского населения Османской империи и реализации самой важной цели — проведения реформ и, возможно, создание автономии Западной Армении, за которую выступали многие видные армянские деятели и простое население. В этом обращении, в частности, было сказано: «…всегда смотрели на Россию с надеждой, как покровителя и защитника всех угнетённых христиан Востока». Через несколько дней Воронцов-Дашков, в свою очередь, написал прошение Императору Николаю II и министру иностранных дел С. Д. Сазонову, в котором призывал возродить вопрос Армянских реформ. Российский император поддержал эту инициативу.
С подобным посланием в адрес европейских держав также выступил Погос Нубар, египетский государственный и политический деятель, президент Армянского Всеобщего Благотворительного Союза. Значительную роль в вопросе будущих реформ также сыграло Армянское национальное бюро, в которое входили видные армянские деятели, собиравшиеся в Тифлисе.
В том же году в рамках встречи глав внешнеполитических ведомств России и Османской империи С. Д. Сазонов прямо заявил о недопущении возможности повторения резни мирного населения 1894—1896 годов, а также предупреждал главу МИД Османской империи о том, что нежелание её правительства выполнять взятые на себя обязательства (ст. 60 и 61 Берлинского трактата) и осуществлять соответствующие реформы может вызвать негативное отношение Европейских держав к османскому правительству вплоть до прямого военного вмешательства. По результатам этой встречи 4 (17) декабря 1912 года российский посол М. Н. Гирс направил официальное обращение в турецкий МИД, в котором акцентировал внимание на «недопустимости новых эксцессов в Армении». В том же месяце турки представили свой план реформ. А 13 (26) декабря на запрос Гирса европейским державам относительно реализации 61-й статьи Берлинского трактата в части «установления известных гарантий и европейского контроля» дипломатические представители Франции и Великобритании выразили свою поддержку стремлениям России решить Армянский вопрос. Однако армянское население Османской империи являлось не более чем «разменной монетой» для внешнеполитических целей Великобритании.
Германия, опасавшаяся экспансионистской политики России в Восточной Анатолии, начала проявлять активный интерес к разрабатываемому Россией проекту реформ. Германские правящие круги рассматривали возможность самостоятельного проведения армянских реформ совместно с Портой дабы избежать вмешательства России во внутренние дела Османской империи, что могло стать причиной раздела последней, а также в зону своих собственных экономических интересов.
Османская и Германская империи были очень тесными партнёрами как в военной (миссия во главе с генералом Кольмаром фон дер Гольцем работала с 1883 по 1896 и с 1909 по 1912 годы), так в и экономической сферах, включая планируемые масштабные военные заказы со стороны Османской империи. Германия всячески старалась усиливать своё влияние на внутреннюю и внешнюю политику Порты для противодействия России и сохранению своего влияния в зоне своих интересов — Багдадской железной дороги. А в 1913 года был заключён Германо-Турецкий союз — подписано соглашение о начале новой масштабной военной миссии под руководством генерала Лимана фон Сандерса, а основной задачей являлось восстановление боеспособности и модернизация османской армии на немецкий манер. Приезд немецкой миссии был воспринят Россией крайне негативно и рассматривался последней как прямая угроза; это было связано, в том числе, и с судьбой Черноморских проливов, которые волновали Россию в связи с возрастающей активностью Германии.

## Разработка соглашения

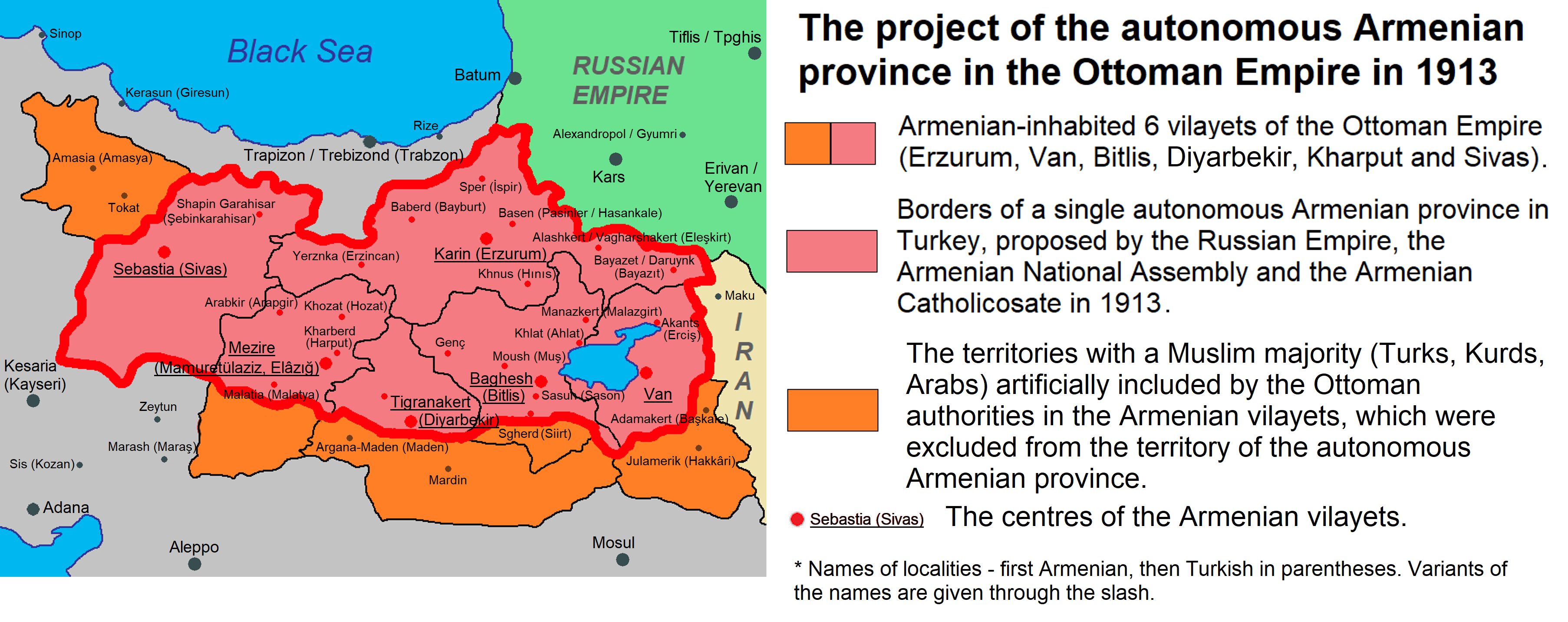
Автономная армянская провинция (область) в составе Османской империи, предложенная Российской империей, Армянским национальным собранием и Армянским католикосатом в 1913 г.

В связи поступающей информацией о возобновившихся убийствах мирного армянского населения на территории Османской империи со стороны турок и курдов, а также о беженцах, переселявшихся с балканского театра военных действий в армянские вилайеты с начала 1913 года, 22 марта (4 апреля) главой Российского МИД Сергеем Дмитриевичем Сазоновым было принято окончательное решение о начале разработки Российского проекта армянских реформ. Автором и составителем документа стал Андрей Николаевич Мандельштам — русский дипломат, профессор международного права, востоковед, первый драгоман российского посольства в Константинополе. В основу документа был положен проект реформ, разработанный несколько ранее Национальным собранием Армении — руководящим органом главной общественной организации армянского населения Османской империи. Основой проекта послужила 16-я статья Сан-Стефанского мирного договора, позднее преобразованная в 61-ю статью Берлинского трактата с дополнениями и предложениями Константинопольского патриархата Армянской церкви.
Российским проектом предусматривалось создание единой Армянской области из шести вилайетов (Эрзерум, Ван, Битлис, Диарбекир, Харпут и Сивас) во главе с европейским генерал-губернатором-христианином, который назначался османским султаном исключительно с согласия держав. Губернатор обладал всей полнотой власти (включая контроль над полицией, жандармерией, судами). Совещательные органы представляли собой административный совет и областное собрание, избираемые сроком на 5 лет в равных составах христиан и мусульман. Устанавливалось равноправие языков (включая возможность проходить обучение в школах на родном для каждого народа языке). Полки курдской кавалерии (хамидие) распускались и формировалась смешанная христианско-мусульманская жандармерия. В судах должен был использоваться родной для всех проживающих народностей язык. Так же вводился запрет на дальнейшее переселение в область беженцев-мусульман. Предусматривалось установление более тесных контактов с зарубежными армянскими общинами, образование специальной комиссии для расследования финансовых потерь армянского населения, в том числе возврат незаконно отнятых у них земель. Контроль осуществления реформы лежал на державах-участницах соглашения.

I
1.	Образуется одна область из следующих шести вилайетов: Эрзерума, Вана, Битлиса, Диарбекира, Харпута, Сиваса, за исключением некоторых частей, расположенных на окраинах, а именно: Хеккиари, южных частей Сеерта, Бишерика и Малатии и северо-западной части Сиваса.
 2.	Область состоит из следующих административных подразделений: 1) Санджак (департамент), 2) Каза (округ), 3) Нахие (община). 

3.	Установление этих административных подразделений будет произведено с таким расчётом, чтобы население было в них распределено, насколько возможно, по однородным этнографическим группам.
II
Генерал-губернатор (Вали Умуми) Армянской области должен быть христианином — оттоманским подданным или, что предпочтительно, европейцем; он назначается на 5-летний срок Его Императорским Величеством Султаном с согласия Держав.
III
1.	Генерал-губернатор является главой исполнительной власти Области. Он назначает и увольняет всех служащих администрации Области, без всякого исключения. Он назначает также всех судей Области. 

2. Полиция и жандармерия непосредственно подчинены власти Генерал-губернатора. 

3.	По требованию Генерал-губернатора, военные силы должны быть представлены в его распоряжение для поддержания порядка в Области.
IV
При Генерал-губернаторе Области состоит Административный Совет с совещательным характером, составленный из:
а) начальников отдельных частей администрации Области,
б) духовных глав различных религиозных общин,
в) европейских технических советников, находящихся на службе Императорского Правительства и являющихся помощниками начальников частей администрации,
г) шести советников (3 мусульман и 3 христиан), выбранных Областным Советом из его членов.
V
1. Областное Собрание состоит из мусульман и христиан в одинаковом числе. 

2. Члены Областного Собрания избираются секретной баллотировкой в казах избирательными собраниями, составленными с этой целью. 

3. Число мест, предоставляемых различным мусульманским и христианским народностям Области, будет определено особо для каждой казы. Это число должно быть пропорционально численности народностей казы, насколько это будет совместимо с правилом, содержащимся в первом параграфе настоящей статьи.
VI
1. Областное собрание избирается сроком на пять лет и собирается раз в год на двухмесячную обыкновенную сессию. Эта сессия может быть продолжена Генерал-губернатором. 

2. Собрание может быть созвано на чрезвычайную сессию Генерал-губернатором, или по его собственной инициативе, или по просьбе двух третей членов Собрания. 

3. Генерал-губернатор имеет право распустить Областное собрание. В этом случае избиратели должны быть созваны в 2-месячный срок, и новое Собрание должно быть созвано в 4-месячный срок со дня издания указа о роспуске.
4. Указы о созыве и роспуске издаются от имени Его Величества Султана.
VII
1. Областное Собрание законодательствует по вопросам, касающимся интересов области. 

2. Законодательная и бюджетная компетенция Областного Собрания ни в каком случае не будет уже той, которая была предусмотрена Статьями 82—93 проекта, выработанного в 1880 г. Европейской Комиссией. 

3. Принятые Собранием законы будут представлены на утверждение Его Императорского Величества Султана. Это утверждение должно последовать, или в нём должно быть отказано, в двухмесячный срок; после этого срока молчание Правительства будет истолковано в смысле последовавшего утверждения.
VIII
1. В административных советах санджаков председательствуют мутесарифы; советы эти состоят из начальников отдельных частей администрации санджака, из духовных глав религиозных общин и из шести членов (из коих 3 мусульман и 3 христиан), избранных административными советами казы. 

2. В административных советах казы председательствуют каймакамы. Советы эти состоят из начальников отдельных, частей администрации казы, из духовных глав религиозных общин и из четырёх членов (2 мусульман и 2 христиан), избранных советами нахие. 

3. Компетенция этих советов будет определена согласно ст. 115—116 и 139—140 проекта закона, выработанного в 1880 г. Европейской Комиссией.
IX
1. Границы каждой нахие (общины) будут, по мере возможности, установлены таким образом, чтобы принадлежащие к одной расе деревни были соединены в одной нахие. 

2. Каждая нахие будет управляться мудиром, при котором будет состоять избранный населением совет, состоящий из не менее 4-х, и не более 8-ми членов. Этот совет избирает из своих членов мудира и его помощника. Мудир должен принадлежать к той этнической группе, которую составляет большинство жителей, а его помощник к другой группе. 

3. В нахие, население которых смешанное, меньшинство должно быть представлено в совете пропорционально его численности, при том условии, что оно будет состоять по меньшей мере из 25 домов. 

4. Компетенция советов нахие будет определена согласно постановлениям ст. 163—168 проекта закона, выработанного в 1880 г. Европейской Комиссией.
X
1. В каждой нахие состоит мировой судья, назначаемый Генерал-губернатором, принадлежащий к вероисповеданию большинства жителей нахие. Помимо того, в каждом главном городе казы состоит мировой судья. 

2. Ведомству мирового судьи подлежат:
а) В уголовном порядке, без права обжалования, нарушения, за которые определяются полицейские взыскания и, с правом обжалования, проступки, за которые определяется денежное взыскание не свыше 500 пиастров или тюремное заключение не свыше 3 месяцев.
б) В гражданском порядке, без права обжалования, все личные иски, гражданские и торговые, ценой не свыше 1000 пиастров и, с правом обжалования, те же иски ценой не свыше 5000 пиастров. 

3. Мировому судье предоставлено также склонять стороны к примирению. Он может, по желанно сторон, назначать третейских судей для решения дел, цена которых превышала бы даже 5000 пиастров. В случае третейского решения, стороны должны отказаться от права на какую бы то ни было апелляцию. 

4. Суды санджака состоят из одного только гражданского отделения, составленного из председателя и двух дипломированных судей (из которых один мусульманин, а другой христианин), назначенных Генерал-губернатором. Суды санджака разбирают в первой инстанции гражданские или коммерческие иски, ценою свыше 5000 пиастров, и в апелляционном порядке, решения мировых судей по гражданским или коммерческим делам .

5. Уголовные отделения судов санджака заменяются выездными уголовными судами. Эти уголовные суды состоят из председательствующего судьи, выбранного апелляционной палатой, которой подчинён суд санджака, из её членов, и из двух членов, назначенных тою же палатою из мировых судей санджака, из коих один будет мусульманином, а другой христианином. 

6. Уголовный суд будет заседать по очереди во всех казах, в которых его присутствие будет признано необходимым. 

7. В каждой казе состоит судебный следователь. По проезде в казу председатель уголовного суда требует от судебного следователя предъявления дел, подлежащих немедленному разбору судом, а также дел, по которым ещё ведётся следствие. Если он констатирует по поводу этих последних какие-нибудь неправильности или незаконные проволочки, то он немедленно обязан представить об этом доклад председателю апелляционной палаты. 

8. Уголовный суд разбирает в апелляционном порядке жалобы на решения мировых судей по проступкам. В первой и последней инстанции он разбирает дела о преступлениях, как и о проступках, за которые определяются денежные взыскания, превышающие 500 пиастров, или тюремное заключение свыше 3-х месяцев. 

9. Число апелляционных судов не меньше шести. Каждый апелляционный суд состоит из дипломированного председателя, назначаемого Генерал-губернатором, и из числа палат, достаточного для решения гражданских дел, по которым к нему поступают апелляционные жалобы, и для снабжения председателями уголовных судов. Присутствие апелляционного суда состоит из двух членов и председателя. Кроме того, в её составе имеется генеральный прокурор и достаточное количество прокуроров и товарищей прокуроров. 

10. Торговые суды будут учреждены в местностях, где в них окажется нужда. В местностях, где они будут действовать, гражданские суды не будут принимать к производству торговых дел. 

11. Компетенция судов Шери (духовных) будет точно определена, и Генерал-губернатор будет наблюдать за тем, чтобы они не вторгались в ведомство других судов округа. Судьям Шери будет возбранено совмещать свои должности с должностями председателей или членов других судов Области.
XI
1. Учреждаются областные корпуса полиции и жандармерии. Эти корпуса будут набраны на половину из мусульманских и на половину из христианских жителей Области. 

2. Устройство этих корпусов и высшее начальствование над ними будет предоставлено европейским офицерам на турецкой службе. 

3. В нахие вводится должность сельских стражников. Стражники назначаются советами нахие и подчинены мудирам.
XII
1. В мирное время жительствующие в Области рекруты отбывают там же воинскую повинность. 

2. Полки лёгкой курдской кавалерии (бывшие гамидие) будут распущены.
XIII
1. Чиновники администрации и судьи Области назначаются в равном числи из мусульман и христиан. 

2. При распределены должностей губернаторов санджаков (мутесарифов) и каз (каймакамов) должно принимать в соображение численность различных этнических групп, как и важность их экономических интересов.
XIV
Одни оседлые жители будут пользоваться активным и пассивным избирательным правом.
XV
1. Законы, указы, постановления, циркуляры и правительственные распоряжения, подлежащие обнародованию в Области, издаются на трёх главных языках Области (турецком, армянском и курдском). 

2. Прошения, петиции и все документы, предназначающиеся для административных и судебных властей, составляются на одном из трёх главных языков, по выбору заинтересованных лиц. 

3. Прения сторон на суде по желанию могут вестись на их родном языке. 

4. Судебные решения составляются на турецком языке с приложением перевода на языках сторон.
XVI
1. Каждая народность Области имеет право основывать частные школы всякого разряда и управлять ими. 

2. Народность имеет право облагать своих членов особыми сборами на содержание школ. 

3. Преподавание в этих частных школах будет вестись на родном языке. 

4. Высший надзор над школами принадлежит Генерал-губернатору, который осуществляет его согласно с правилами, содержащимися в Органическом статуте Области. 

5. Преподавание турецкого языка обязательно для частных школ.
XVII
Особая Комиссия под председательством Генерал-губернатора определит условия, при наличности которых армяне, земли которых были у них отняты, получат их обратно, или же получат их эквивалент деньгами или землёю.
XVIII
Неприкосновенность прав и привилегий, обеспеченных армянскому народу Сахманатрутиуном (Органическим статутом) 1863 г. и пожалованными Султаном бератами, формально подтверждается.
XIX
На территории Области запрещается селить мухаджиров.
XX
Особые согласные с духом вышеназванных начал, постановления будут выработаны для улучшения положения армян, живущих вне пределов Области, а особенно в Киликии.
XXI
Особая Комиссия, составленная из делегатов Оттоманского правительства и Держав, займётся выработкой Органического статута Области, равно как и упомянутых в ст. XX постановлений, руководствуясь высказанными в этом предварительном проекте началами.
XXII

Державы будут следить за исполнением всех этих постановлений.— Дипломатический архив // Будущее устройство Армении. По официальным данным. Третья оранжевая книга. — Пг.: Освобождение, 1915. — Т. 8. — С. 27-34 — 93 с.
Активные обсуждения проекта шли с мая по июль 1913 года с участием представителей России, Франции, Великобритании, Австро-Венгрии, Италии и Германии. По требованию России, турецкая сторона не участвовала в выработке плана реформ, и при этом, Сазонов настоял на участии армянских представителей. От России постоянным представителем на переговорах был автор проекта А. Н. Мандельштам, от Германии — представитель посольства в Османской империи фон Шонберг и немецкий посол фон Вангенгейм. Основным местом для совещаний была выбрана летняя резиденция посла Австро-Венгрии в Османской империи в Еникёе.
Германия (при поддержке Австро-Венгрии и Италии) сразу же выразила свой протест относительно планов России, с самого начала переговорного процесса ставившая перед собой задачу, насколько это возможно, сорвать разработку проекта, и была непреклонной по целому ряду Российских предложений, оправдывая свою позицию тем, что «…если претворить в жизнь эту программу, то Османская империя рухнет». Подобные взгляды были и у других стран-участниц (в частности, Великобритании). Однако целей по аннексии турецкой территории у России не было. Германия намеревалась внести множество изменений в его первоначальный вариант, предложенный Россией для недопущения усиления позиций последней в Азии: «Германия не согласится с действиями, которые угрожают территориальной целостности Турции». Российская сторона также не смогла найти явную поддержку своих планов со стороны Великобритании и Франции, которые втайне также были противниками каких-либо преобразований на территории Восточной Анатолии и которых не устраивал потенциальный рост влияния Российской империи в регионе. Министр иностранных дел Великобритании сэр Эдуард Грей говорил по этому поводу: «Политика Англии направлена к защите неприкосновенности Турции, поэтому желательно остерегаться каких-либо политических требований в отношении восточных вилайетов Турции».
В мае правительство Османской империи опубликовало очередную собственную версию плана реформ, которая категорически не устроила Российскую сторону. Турки представили свой план прежде всего в надежде принизить роль иностранных государств (в первую очередь России) в вопросе армянских реформ.
8 (21) июня 1913 года Российский проект был направлен правительству Османской империи. Джемаль-паша, морской министр Османской империи, считал, что если Российский план реформ будет осуществлён, то «эти вилайеты окажутся под протекторатом России … или будут оккупированы русскими войсками». Правящие круги Османской империи рассматривали сотрудничество армян с иностранными государствами и Российский план реформ как посягательство на территориальную целостность своей страны.
Компромисса достичь не удалось из-за непримиримости позиции Германии и России. Российская сторона считала безрезультативными итоги многомесячных дебатов и обратилась напрямую к Германии для выработки соглашения без участия остальных держав, также как и последняя, имеющих свои собственные экономические интересы в Восточной Анатолии.
26 июня (9 июля) германский посол в России Фридрих фон Пурталес вручил С. Д. Сазонову памятную записку с изложенной позицией Германии в отношении Российского проекта. В ней, в частности, говорилось: «Было бы трудно отказать другим частям Турции в том, что даровано было Армении. Такое положение привело бы фактически к началу раздела Турции, чего императорское правительство стремится, безусловно, избежать». По мнению Германских правящих кругов, проект, предложенный Россией, совершенно не учитывал мнение самой Османской империи, а предлагаемая автономная область была бы «чрезвычайно независимой» от турецкого правительства, что могло в перспективе привести к её аннексии со стороны России.
Германская сторона настаивала на том, чтобы за основу был принят турецкий проект, состоящий из 17 статей, наспех составленный и не согласованный с представителями армянского духовенства. Он предусматривал:
- Распространение реформы на четыре провинции (исключая Эрзерум и Сивас), организацию двух областей вместо одной (с охранением действующих территорий вилайетов), предлагаемой Россией, во главе которых стоит не генерал-губернатор, а генеральный инспектор, назначаемый без согласия европейских держав и подчинённый исключительно султану;
- Общие административные права автономии сильно сокращались — инспекторы уполномочены лишь осуществлять контроль над местными чиновниками; также, ничего не говорилось о правах христиан в местном самоуправлении. При каждом генеральном инспекторе действует по одному европейскому советнику, который фактически является турецким подданным.

Российский посол М. Н. Гирс высказывал следующие опасения по поводу османского проекта: «Империя делится на шесть секторов, причём „восточные вилайеты“ разделены на два сектора без указания их границ. Можно опасаться, что армянские вилайеты будут распределены между двумя этими секторами с расчетом разобщить армян и растворить их в мусульманском большинстве».
Османские власти категорически не желали вмешательства европейских стран в свои внутренние дела без согласования с ними и предпринимали шаги, направленные на полное исключение роли России в будущих реформах. Также на протяжении всего 1913 года правящие круги Османской империи пытались найти различные варианты решения вопроса без участия России и других европейских стран. Например, в апреле 1913 года Порта самостоятельно обратилась к Великобритании с предложением о введении британской жандармерии и инспекторов по различным направлениям в свои восточные вилайеты. Это было сделано прежде всего для сохранения противоречий между Россией и Великобританией по армянскому вопросу. После согласия Лондона последовал протест России, не желающей видеть у своих южных границ британские войска и считавшей себя ведущим игроком в переговорном процессе. Давление России вынудило Великобританию отказаться от дальнейших односторонних шагов. В июле они обратились за помощью к Бельгии и Швеции, те представили свои предложения на рассмотрения остальных стран-участниц, но после отказа представителей России и Германии прекратили работу в этом направлении. В октябре 1913 года советникам Министра внутренних дел и Министра экономики Великобритании было предложено выступить в качестве двух генеральных инспекторов восточных вилайетов сроком на пять лет. Однако правящие круги Великобритании решили воздержаться от данного предложения. Все подобные попытки заканчивались не в пользу турок. В том же месяце были достигнуты первые компромиссы между Россией и Германией (создание двух областей и управление ими генеральными инспекторами).
Российско-Германские переговоры длились до начала 1914 года, когда было выработано окончательное соглашение, которое, однако, поначалу не устроило Порту. Турки были категорически против иностранного контроля и опасались возможного раздела Восточной Анатолии со стороны России. Однако С. Д. Сазонов впоследствии отрицал готовность России к активным военным действиям, так как это могло инициировать очередную Европейскую войну.
Потребовалось ещё несколько месяцев переговоров для выработки окончательного варианта. Сазонов пытался получить от турок ещё больше уступок. Позднее османские власти, опасаясь возможных волнений на территории армянских вилайетов, а также вытекающих отсюда массовых беспорядков, которые могли оказать негативное влияние на остальную часть империи, также дали своё согласие по вопросу назначения именно европейцев на руководящие должности вновь создаваемых областей, настояв при этом, что те будут из небольших нейтральных стран.

## Итоговый текст соглашения

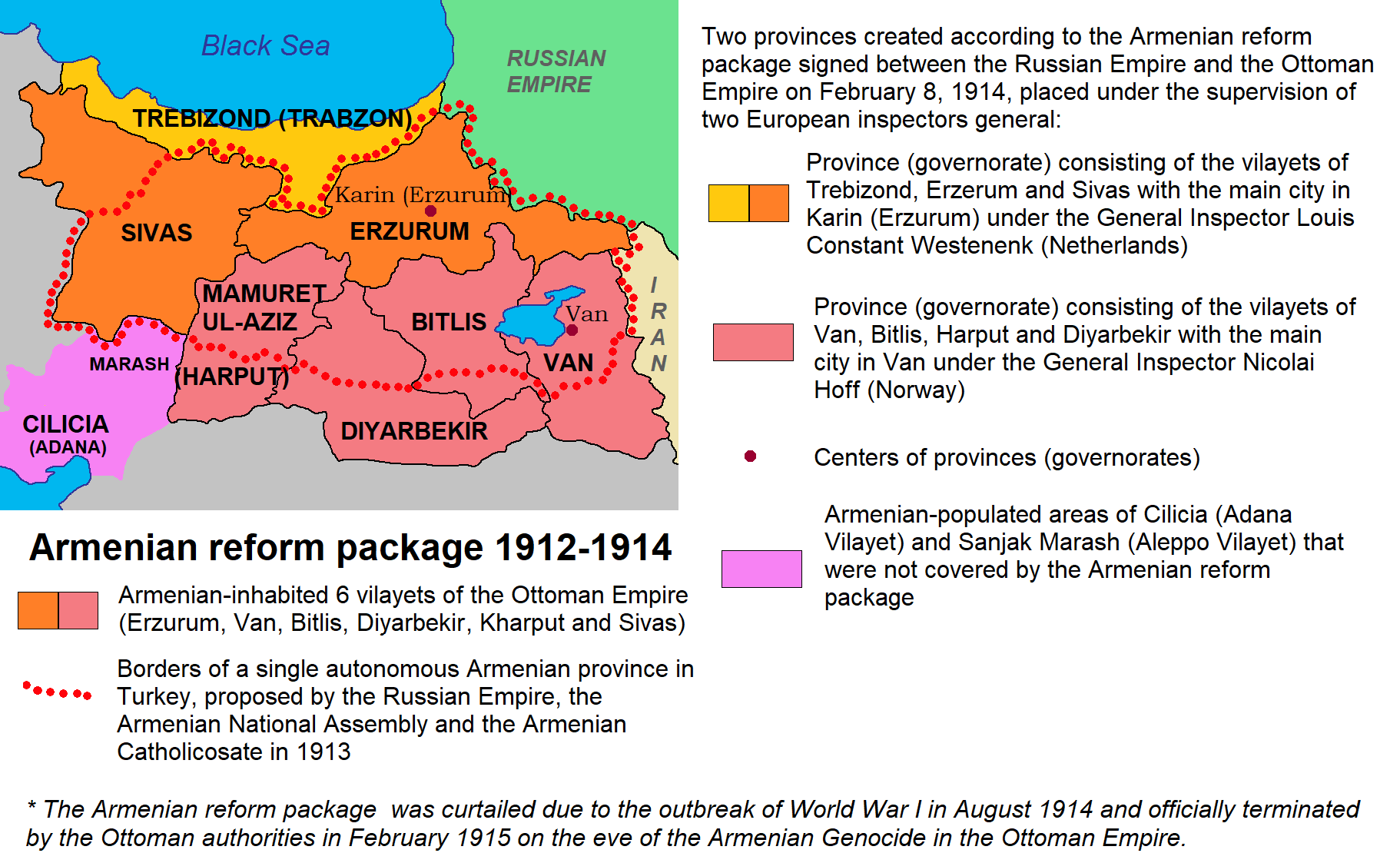
Административно-территориальное деление армянонаселённых областей Османской империи согласно окончательному Проекту армянских реформ
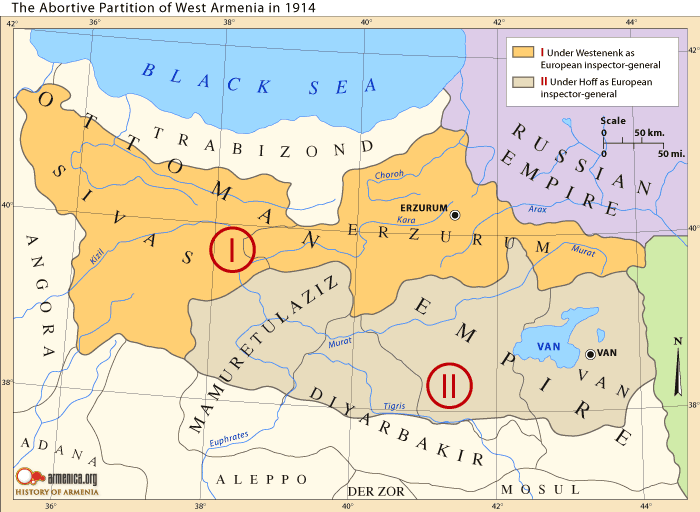
Зоны разграничения ответственности генеральных секретарей. Оранжевым — Вестененк, серым — Хофф

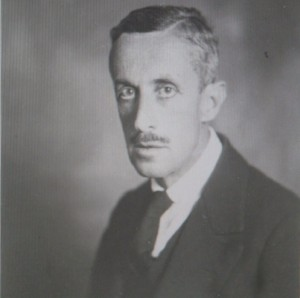
К. Н. Гулькевич

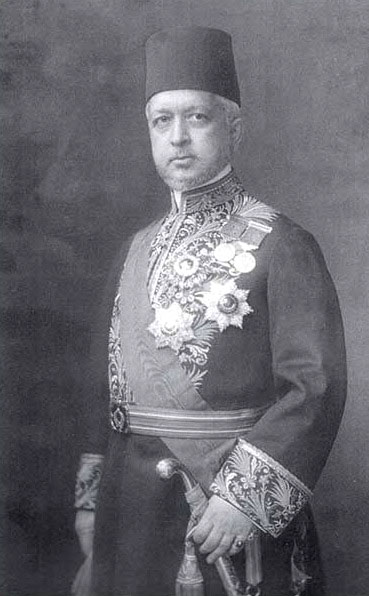
С. Халим-паша

Компромиссный вариант соглашения был подписан 26 января (8 февраля) 1914 года между уполномоченным советником посольства России в Османской империи Константином Николаевичем Гулькевичем с одной стороны и великим визирем Саид Халим-пашой с другой.
Россия была вынуждена пойти на некоторые уступки, в частности: территория шести армянских вилайетов разделялась на две области (вместо первоначально предлагавшейся Россией одной области, именуемой «Армянская»), во главе каждой из них должен стоять европейский генеральный инспектор (вместо предлагавшегося генерал-губернатора), назначавшийся по рекомендации великих держав и с согласия турецкой стороны с правом назначения должностных лиц на различные посты (на высшие — только с утверждения султана). В каждой области избирались собрания с равным числом депутатов от христиан и мусульман. Контроль реформ осуществлялся европейскими державами как послами, так и консулами непосредственно на местах. Из итогового варианта соглашения был также исключён пункт о возврате незаконно отнятых земель прежним владельцам и компенсациях армянскому населению.
По мнению некоторых исследователей, основными вынужденными уступками Германо-Турецкому союзу со стороны России являлось прежде всего создание именно двух областей с включением периферийных территорий проживания мусульманского населения (в основном курдов), что уменьшало общую долевую численность армян в целом по этим вилайетам (в ходе переговорного процесса было принято решение о включении вилайета Трабзон в основном с греческим населением в качестве седьмой провинции, на которую будет распространяться соглашение). Также Германия настояла на сохранении частей курдской кавалерии (хамидие), однако по настоянию России, личный состав переводился в запасные части и разоружался.
Окончательный вариант Проекта реформ:

Константинополь, 26 января/8 февраля 1914 г.
Между его превосходительством г-ном Константином Гулькевичем, императорским российским поверенным в делах, и его светлостью принцем Саидом Халимом-пашой, великим визирем и министром иностранных дел Оттоманской империи, условленно, что одновременно с назначением двух генеральных инспекторов, долженствующих быть поставленными во главе двух секторов Восточной Анатолии, Блистательная Порта обратится к великим державам со следующей нотой:
Два генеральных инспектора из иностранцев будут поставлены во главе двух секторов Восточной Анатолии: г-н А……. во главе сектора, состоящего из вилайетов: Эрзерума, Трапезунда и Сиваса, и г-н Б….. во главе сектора, состоящего из вилайетов: Вана, Битлиса, Харпута и Диарбекира.
Предмет ведения генеральных инспекторов составляет контроль администрации, юстиции, полиции и жандармерии в их секторах.
В случае недостаточности сил органов общественной безопасности, военные силы, по требованию генерального инспектора, предоставляются в его распоряжение для исполнения мер, принятых им в пределах его компетенции.
Генеральные инспектора отставляют от должности, в зависимости от обстоятельств, всех чиновников, непригодность или дурное поведение коих ими установлена, с отдачей под суд тех из этих чиновников, которые совершили наказуемый поступок. Генеральные инспектора замещают отставленных младших чиновников новыми, удовлетворяющими условиям принятия на службу, предусмотренным правилами и законами.
Они имеют право делать правительству е. в. султана представления о назначении высших чиновников.
Они немедленно извещают подлежащие министерства кратко мотивированными телеграммами о всех случаях отставления чиновников, а в недельный срок препровождают в министерство дело каждого из этих чиновников с подробным изложением мотивов.
В случаях важных, требующих принятия спешных мер, генеральные инспектора имеют право немедленного отстранения от должности несменяемых чиновников судебного ведомства, при условии немедленного же донесения о случае в департамент юстиции.
В случаях совершения валиями действий, вызывающих применение спешных мер строгости, генеральные инспектора должны сделать об этом телеграфное сообщение министру внутренних дел, который немедленно представит этот случай Совету министров. Последний должен постановить решение не позже, как через четыре дня после получения телеграммы от генерального инспектора.
Земельные споры будут разрешены под непосредственным наблюдением генеральных инспекторов.
Более подробные инструкции, относящиеся к правам и обязанностям генеральных инспекторов, будут выработаны после их назначения и при их содействии. В случаях, когда, на протяжении 10 лет, посты генеральных инспекторов оказались бы вакантными, Высокая Порта рассчитывает на благосклонное содействие великих держав в деле выбора генеральных инспекторов.
Законы, указы и правительственные сообщения подлежат обнародованию в каждом секторе на местных языках. Каждая сторона будет иметь право пользоваться перед администрацией и судом своим языком, если генеральный инспектор найдёт это возможным. Постановления судов будут редактироваться по-турецки, и, если возможно, будут сопровождаться переводом на языках сторон.
Доля каждого этнического элемента (унсур) в бюджете народного образования каждого вилайета будет определяться пропорционально уплачиваемому им налогу на народное образование. Императорское правительство не будет делать никаких препятствий к тому, чтобы единоверцы принимали участие в содержании общинных школ.
В мирное время каждый оттоман должен отбывать воинскую повинность в том военном округе, в котором он живёт. Однако, императорское правительство, посылая сухопутные войска в отдалённые части Йемена, Ассира и Неджда, будет, впредь до нового распоряжения, комплектовать эти войска из всех частей империи пропорционально народностям, в ней живущим. Помимо того, оно будет включать в морские войска новобранцев, взятых из всех частей империи.
Полки хамидиэ будут преобразованы в запасную кавалерию. Их оружие будет сохраняться в военных складах и будет им выдаваться только в случаях мобилизации или манёвров. Они будут подчинены командирам тех армейских корпусов, в округе которых они находятся. В мирное время начальники полков, эскадронов и взводов будут избраны из среды офицеров действующей оттоманской армии. Солдаты этих полков будут отбывать военную службу в течение одного года. Чтобы получить доступ в эти полки, солдаты должны снабжать себя за свой счёт лошадьми и полной их экипировкой. Каждое лицо без различия расы и религии, проживающее в данном округе, подчиняющееся этим требованиям, может быть зачислено в эти полки. Собранные во время мобилизации и манёвров эти полки будут подчинены тем же мерам дисциплины, как и регулярные войска.
Компетенция генеральных советов вилайетов определяется на основании принципов закона от 13 марта 1329 г. (1913 г.).
Истинное соотношение различных религий, народностей и языков в обоих секторах будет определено путём окончательной переписи, которая будет произведена под наблюдением генеральных инспекторов в кратчайший срок, по возможности не превышающий одного года.
До того времени члены, избираемые в генеральные советы (меджлиси-умуми) и в комитеты вилайетов Вана и Битлиса, будут избираться наполовину из мусульман и наполовину из немусульман.
Если в Эрзерумском вилайете окончательная перепись не будет закопчена в течение одного года, то члены генерального совета будут избираться на том же основании равенства, как и в вышеупомянутых двух вилайетах.
В вилайетах Сивас, Харпут и Диарбекир члены генеральных советов отныне же будут избираемы на основании принципа пропорциональности. Для этого число выборщиков мусульман, до окончания переписи, будет определено выборными списками, которые служили основой для последних выборов; число же немусульман будет установлено согласно спискам, которые будут представлены их общинами. Если бы, однако, различные практические затруднения сделали эту временную избирательную систему неудобоисполнимой, то для распределения мест в генеральных собраниях трёх вилайетов — Сивас, Харпут и Диарбекир — генеральные инспектора будут иметь право предложить иную пропорцию, более соответствующую современным нуждам и потребностям вышесказанных вилайетов.
Во всех вилайетах, где генеральные советы будут избраны на основании принципа пропорциональности, меньшинству будет обеспечено представительство в комитетах (энджумен).
Члены, избираемые в административные советы, будут, как и раньше, избираться пополам из мусульман и немусульман.
Если генеральные инспектора не найдут этого неудобным, то принцип равенства между мусульманами и немусульманами будет применён и для набора полиции и жандармерии в обоих секторах, по мере освобождения мест.
Тот же принцип равенства будет применён, насколько это возможно, и при распределении всех остальных должностей в обоих секторах.
Вследствие чего вышепоименованные подписали настоящий акт и приложили к нему свои печати.
ПОДПИСАЛИ: 
 Гулькевич 
 Саид Халим
— Соглашение между Россией и Турцией по армянским реформам // Сборник договоров России с другими государствами. 1856—1917 / [под ред. Е.А. Адамова; Составитель И.В. Козьменко]. — М.: Госполитиздат, 1952. — с.421-424. 462 с.

## Реализация
После двухмесячных дебатов, Россия и Германия согласовали список из пяти кандидатов на должности генеральных секретарей. Это были представители нейтральных государств, не входящих ни в Антанту, ни в Тройственный союз. Османские власти остановили свой выбор на Луи Константе Вестененке, бывшем администраторе Голландской Ост-Индии и Николае Хоффе, майоре норвежской армии и генеральном секретаре военного министерства Норвегии. 10 (23) мая 1914 года в Константинополе они подписали договоры с Министерством внутренних дел Османской империи. К началу Первой мировой войны Н. Хофф уже принимал дела в Ване, а Л. Вестененк готовился прибыть в Эрзерум.
Генеральные инспектора обладали следующими обязанностями:
- надзор за администрацией каждого района в подконтрольном округе;
- отчётность перед правительством Османской империи;
- назначение специальных комитетов по проблемам местного значения;
- проведение переписи населения в кратчайшие сроки;
- патронаж в межконфессиональных отношениях;
- контроль деятельности правоохранительных и судебных органов и др.

Турецкая сторона всячески затягивала реализацию реформ, а Джемаль-паша признавал:
В вопросе армянских реформ мы стремились отделаться от тех обязательств, которые навязали нам русские.
Начало Первой мировой войны помешало осуществлению плана реформ, положило конец надеждам всего армянского населения Османской империи и предоставило шанс османским властям воплотить в жизнь свои идеи по созданию этнически-однородных территорий на Востоке империи. 19 октября (1 ноября) начались боевые действия на Кавказском фронте, а в декабре султан в одностороннем порядке отказался от своих обязательств и аннулировал соглашение. 3 (16) декабря турецкое правительство официально объявило Договор по армянским реформам недействительным.

## Значение соглашения
Итоговый документ не смог оправдать всех пожеланий армянского населения как в Османской империи, так и за её пределами, однако данное соглашение было наиболее «жизнеспособным» и вновь поднимало проблематику армянского вопроса на общеевропейский уровень. Новость о заключении соглашения все слои армянского общества как в России, так и в Османской империи восприняли исключительно положительно. Многие общественные и религиозные деятели выступили со словами благодарности в адрес Николая II, С. Д. Сазонова и М. Н. Гирса.
Соглашение было также чрезвычайно выгодно с экономической точки зрения как для России, так и для восточных вилайетов Османской империи. Российские промышленники (в том числе и армянского происхождения) планировали начать экономическую экспансию в армянонаселённые регионы.
Единоличных победителей не было. Турки избежали полного иностранного контроля над реформами и возможного будущего раздела Восточной Анатолии. Россия, так и не получив полного контроля над Западной Арменией, тем не менее усилила своё влияние в регионе, а также смогла сорвать планы Великобритании и Германии по проведению чисто европейских реформ. Германия смогла ликвидировать угрозу своим интересам, касающимся Багдадской железнодорожной ветки. Остальные европейские страны также не были проигравшими, поскольку, имея свои собственные интересы, смогли исключить раздел части Османской империи.
Уже после подписания соглашения глава Российского МИД С. Д. Сазонов говорил:
Хотя программа реформ и вышла значительно суженной от первоначального варианта, она была тем не менее приемлема для русского правительства, так как даже в этом несовершенном виде вносила существенное улучшение в быт армянских турецких подданных…несмотря на все свои недостатки, проект всё же полагал конец бесконтрольному хозяйничаю в армянских вилайетах подкупной администрации и необузданному произволу местного мусульманского населения.
К. Н. Гулькевич давал следующую оценку подписанному документу:
Нужно, конечно, признать, что армяне не получат тех обширных прав самоуправления, которые хотел обеспечить за ними первоначальный русский проект. Вместо предполагавшегося соединения всех местностей, населённых армянами, в одну провинцию с одним генерал-губернатором во главе, пришлось довольствоваться образованием двух секторов под надзором двух генеральных инспекторов и с включением в эти секторы частей вилайетов, населённых исключительно мусульманами.
Документ знаменует начало новой, более счастливой эпохи в истории армянского народа ... Армяне не могут не сознать, что ныне сделан первый шаг к спасению их от турецкого ига. Акт 26 января имеет также большое значение для международного положения России ... официально подчёркнута руководящая роль России в армянском вопросе и подтверждена 16-я статья Сан-Стефанского договора. Это обстоятельство не может не отразиться самым благоприятным образом на международном престиже России.
Османские правящие круги, напротив, видели в условиях данного соглашения первый шаг к развалу империи и созданию независимого армянского государства, проводя параллели с аналогичными договорами, заключённых ранее и касающихся балканских народов (см. Восточный вопрос). Американский историк Майкл А. Рейнольдс высказывает позицию, что:
Введение поддержанного Россией плана реформ ... ознаменовало конец реального суверенитета Османской Империи в этом регионе, и наблюдатели как внутри империи, так и за ее пределами ожидали, что вскоре последует конец номинального суверенитета. Только начало войны помешало осуществлению плана...
В связи с успешными наступательными действиями Русской Кавказкой армии и занятием турецкой территории, в том числе и той части, на которую распространялось действие соглашения, к весне 1915 года для правящих кругов Османской империи возникла опасность возобновления условий соглашения, что по сути явилось предвестником и одной и причин будущего Геноцида армян, начавшегося в 1915 году.
Уже во время войны, 13 (26) мая 1915 года, турецкий Министр внутренних дел Талаат Паша в письме великому визиру Османской империи Саид Халим-паше охарактеризовал Армянский вопрос как «проблему или беспокойство» и отмечал, что в связи с реализацией соглашения, создавалась угроза того, что:
... часть османских провинций теперь попадёт под иностранное влияние.
Памела Стейнер из Гарвардского университета также отмечает: «По сути, Россия взяла на себя обязательство защищать тяжёлое положение армян, защищая при этом свои собственные геополитические интересы». Подобного мнения придерживается и турецкий историк Онур Онол.